# Ботанічний сад Університету Коменського

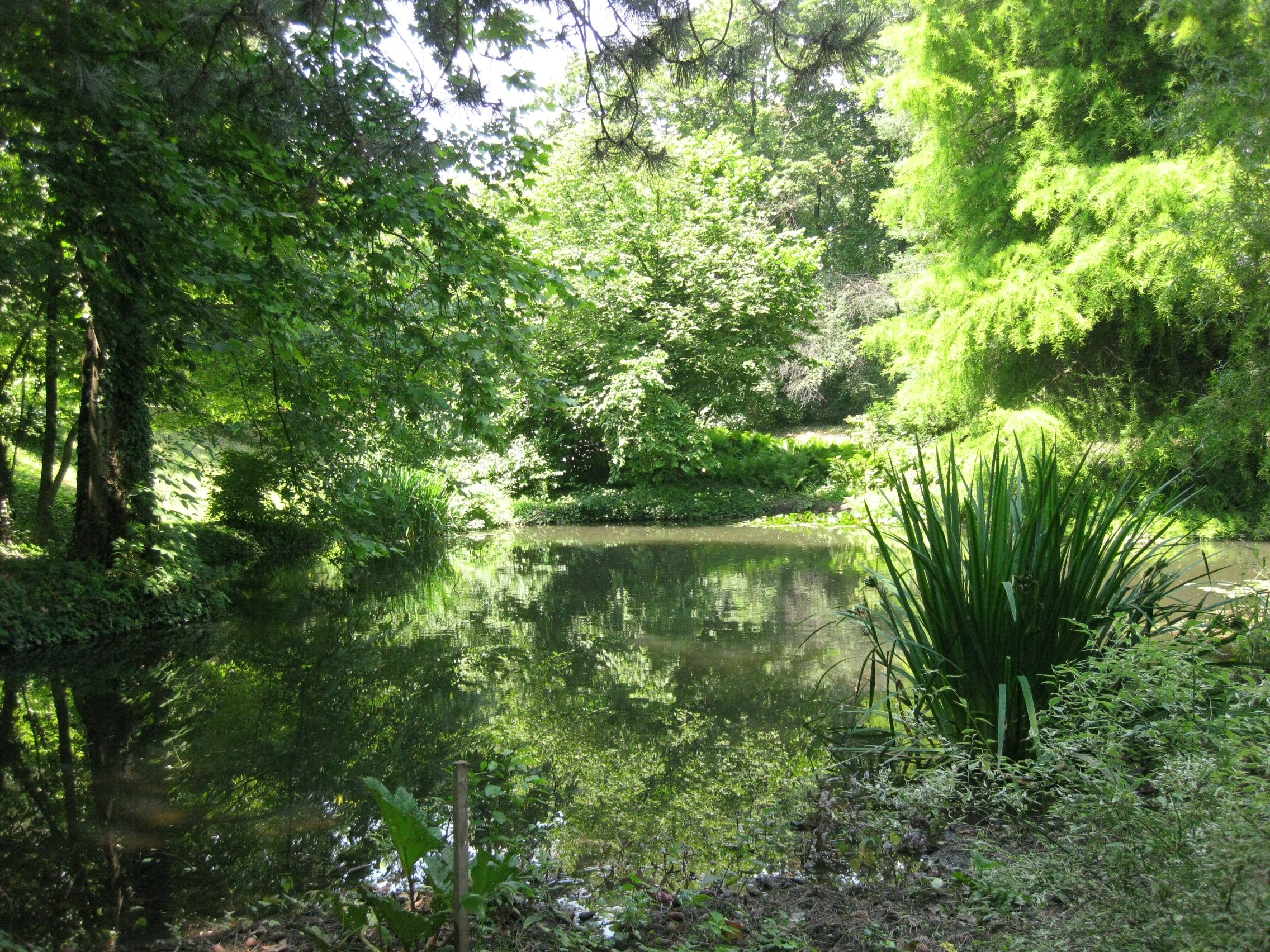
У ботанічному саду університету Коменського

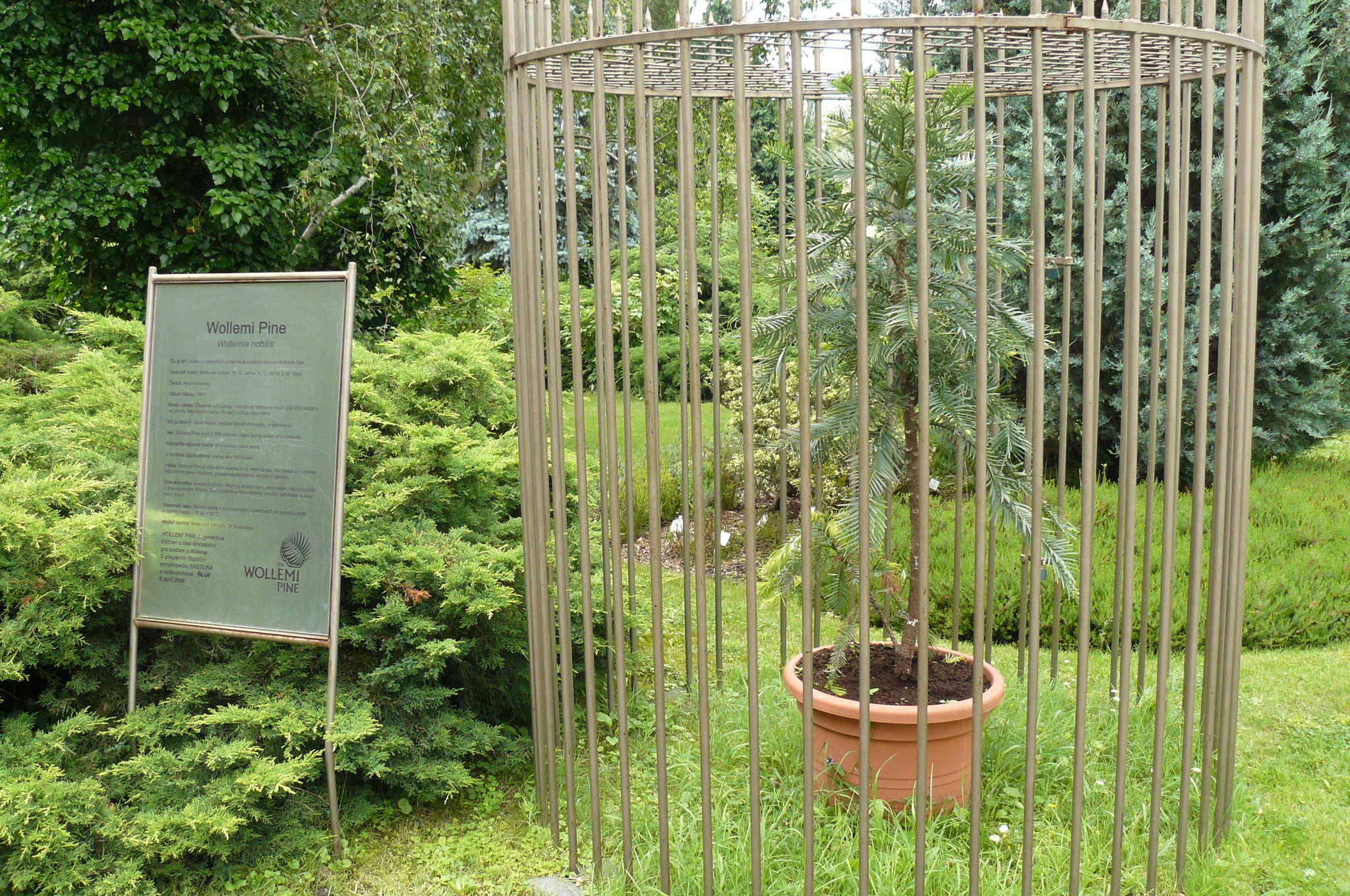
Wollemia nobilis, одна з найдревніших рослин на Землі

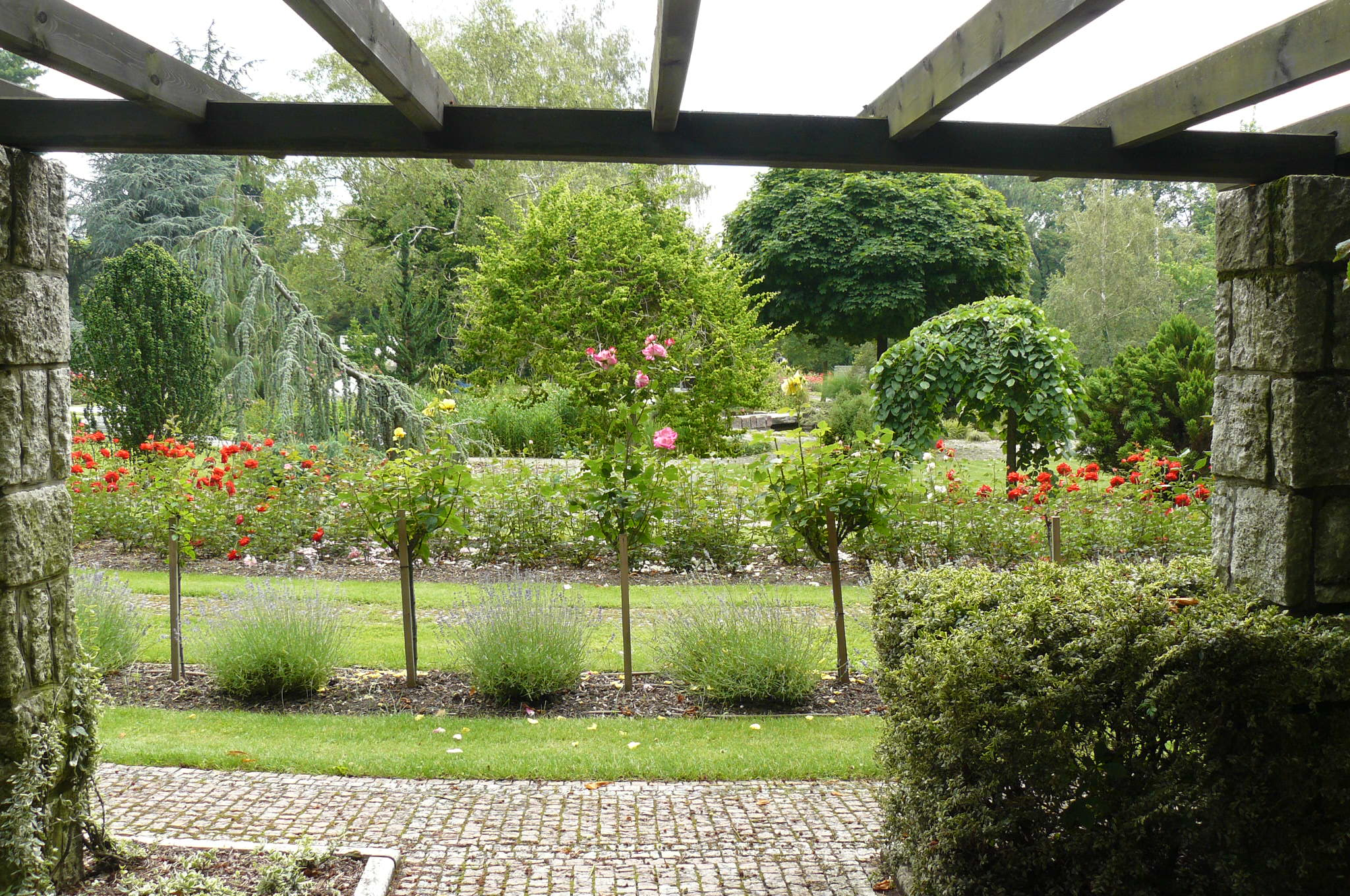
Розарій (квітник)

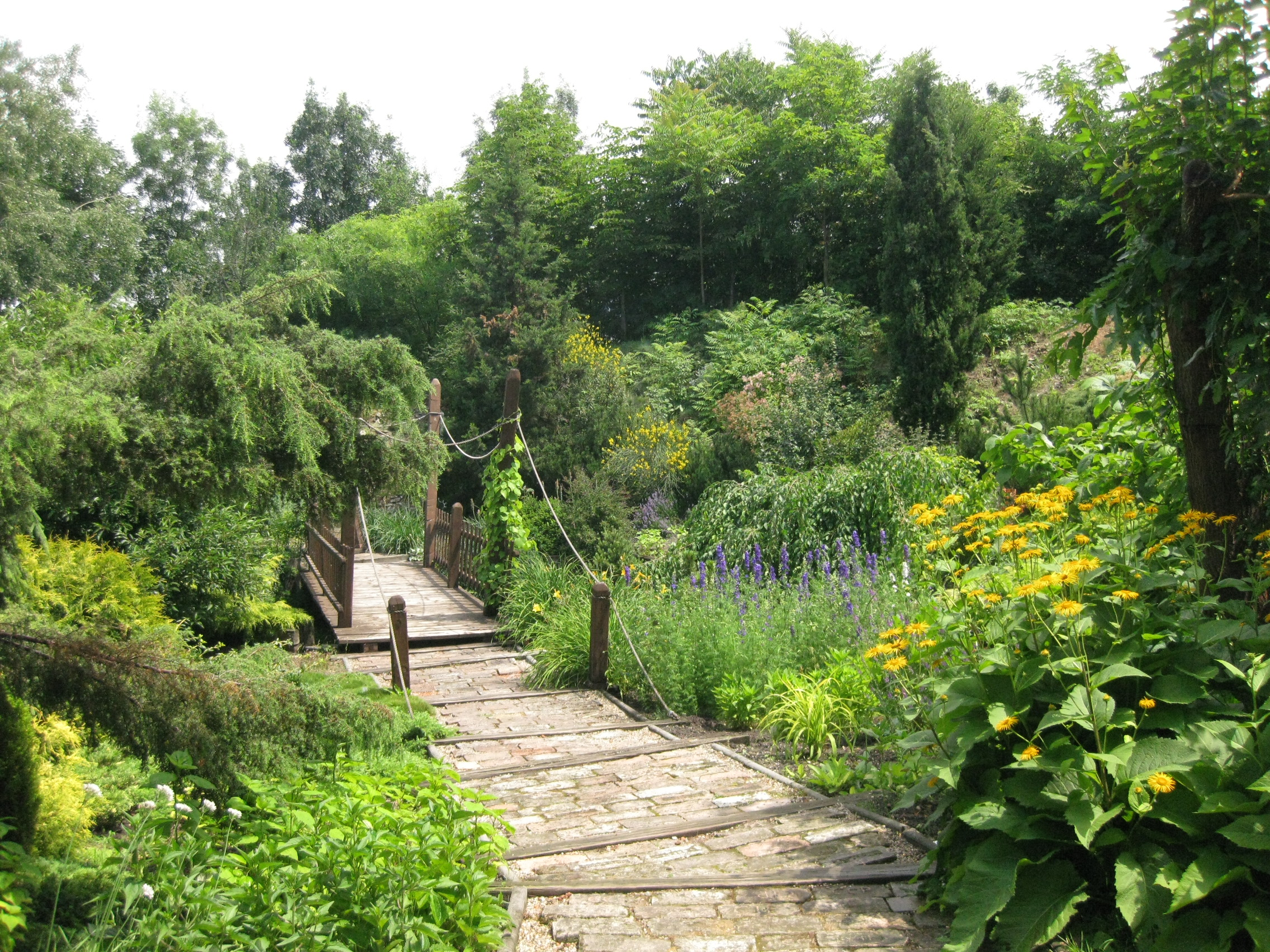
Міст у ботанічному саду

48°08′47″ пн. ш. 17°04′25″ сх. д. / 48.14639° пн. ш. 17.07361° сх. д.
Ботанічний сад Університету імені Коменського (словац. Botanická záhrada Univerzity Komenského) — ботанічний сад і науково-освітня установа Університету імені Коменського в Братиславі (Словаччина). Завданням Ботанічного саду є збереження і збільшення колекції живих рослин, сприяння у виховно-освітній діяльності професійних навчальних закладів і розповсюдженні широкому загалу спеціалізованої інформації.

## Графік роботи
Ботанічний сад відкритий для публіки з 1 квітня по 31 жовтня щодня з 9:00 до 18:00 (вхід до 17.30).
Вартість вхідних квитків:
- Дорослі — 3 євро,
- діти від 6 років — 1,5 євро,
- діти до 6 років — безкоштовно.

## Історія
Ботанічний сад Університету імені Коменського розташований на Ботанічній вулиці в Братиславі, недалеко від кампуса Факультету природничих наук Братиславського університету імені Коменського. Площа ботанічного саду 6,6 га.
Експозиція розташована просто неба, а також в теплицях. На території Ботанічного саду протікає річка Видріца.
Ботанічний сад Університету імені Коменського був заснований 1942 року з ініціативи професора Франтішека Набелека на території вілли Лафранконі. Його будівництво велося в 1942-1950 за проектом Франтішека Йірасека. Після Другої світової війни в саду була збільшена кількість парників, було посилено матеріальне забезпечення саду і забезпечення його персоналом. В кінці 1970-х в саду росло близько 5000 видів рослин. Площа саду зменшилася в результаті будівництва моста Лафранконі в 1980-х.

## Колекція
Колекція ботанічного саду включає рослини, які ростуть на відкритому повітрі і тепличні рослини.
Група тепличних рослин:
- Оранжерея культурних рослин — тропічні і субтропічні культурні рослини;
- Оранжерея австралійської флори;
- Оранжерея Вікторія — водні рослини тропічної та субтропічної зони;
- Пальмова оранжерея — колекції пальм, араукарій та інших екзотичних рослин;
- Оранжерея кактусів — кактуси і сукулентні рослини;
- Коридори між оранжереями — колекції фікусів, папороті, орхідей і бромелієвих.

Група рослин відкритого ґрунту:
- розарій — більше 120 видів троянд;
- Сад каменів (андезит, вапняк, травертин, базальт, граніт);
- Колекція однорічних і багаторічних квітучих рослин;
- Екзотичні і місцеві дерева;
- Рододендрони та азалії;
- Морозостійкі кактуси;
- Середземноморська рослинність;
- Японський сад.

Ботанічний сад має дві філії для проведення наукової і селекційної роботи — у Блатниці (8 га) і Ступаві (20 га). Філія у Блатниці орієнтована на дослідження екології різних видів рослин і рослинних угруповань в природних екосистемах вапнякових гір Західних Карпат. Філія у Ступаві займається дослідженнями і селекцією нових гібридів абрикосів і персиків.